# Hedeby

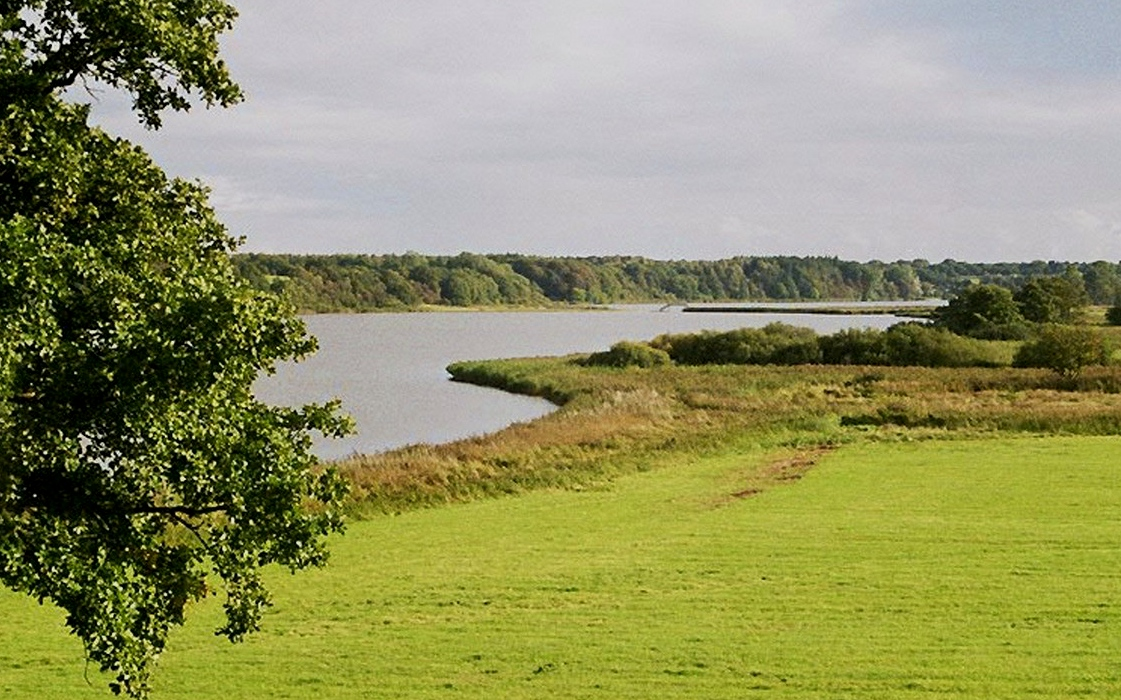
Localització actual de l'antic poble de Hedeby.

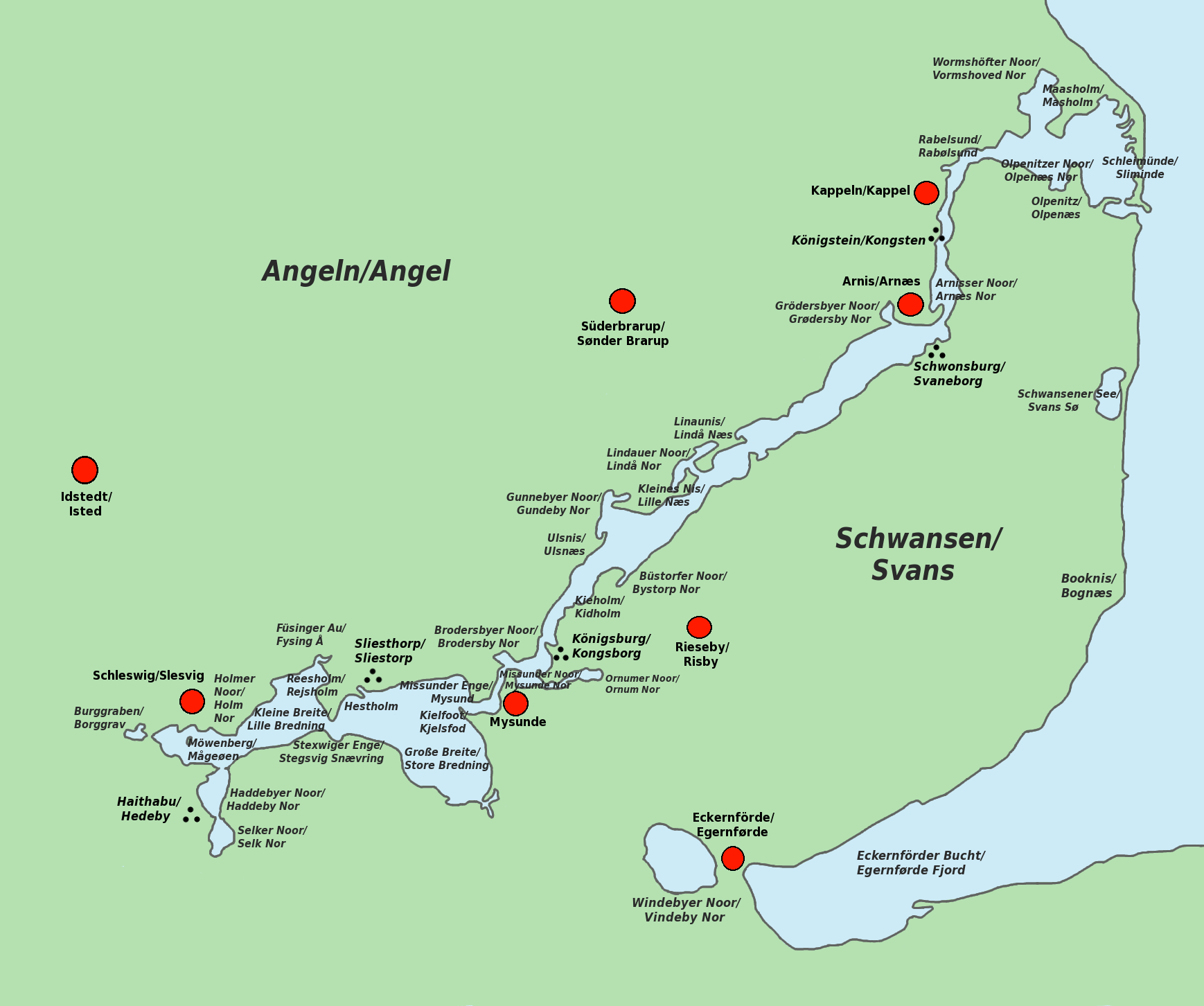
Mapa en danès i alemany de l'Schlei.

Hedeby (Pronunciació danesa: [ˈheːð̩byːˀ], nòrdic antic: Heiðabýr, alemany: Haithabu) va ser un centre de comerç important durant l'Era vikinga situat a l'extrem sud de la Península de Jutlàndia, on actualment s'hi troba el districte de Slesvig-Flensburg a Schleswig-Holstein, Alemanya.
És de lluny el jaciment arqueològic més important de Schleswig-Holstein. El 1985 es va instal·lar el Museu Haithabu al costat del jaciment.

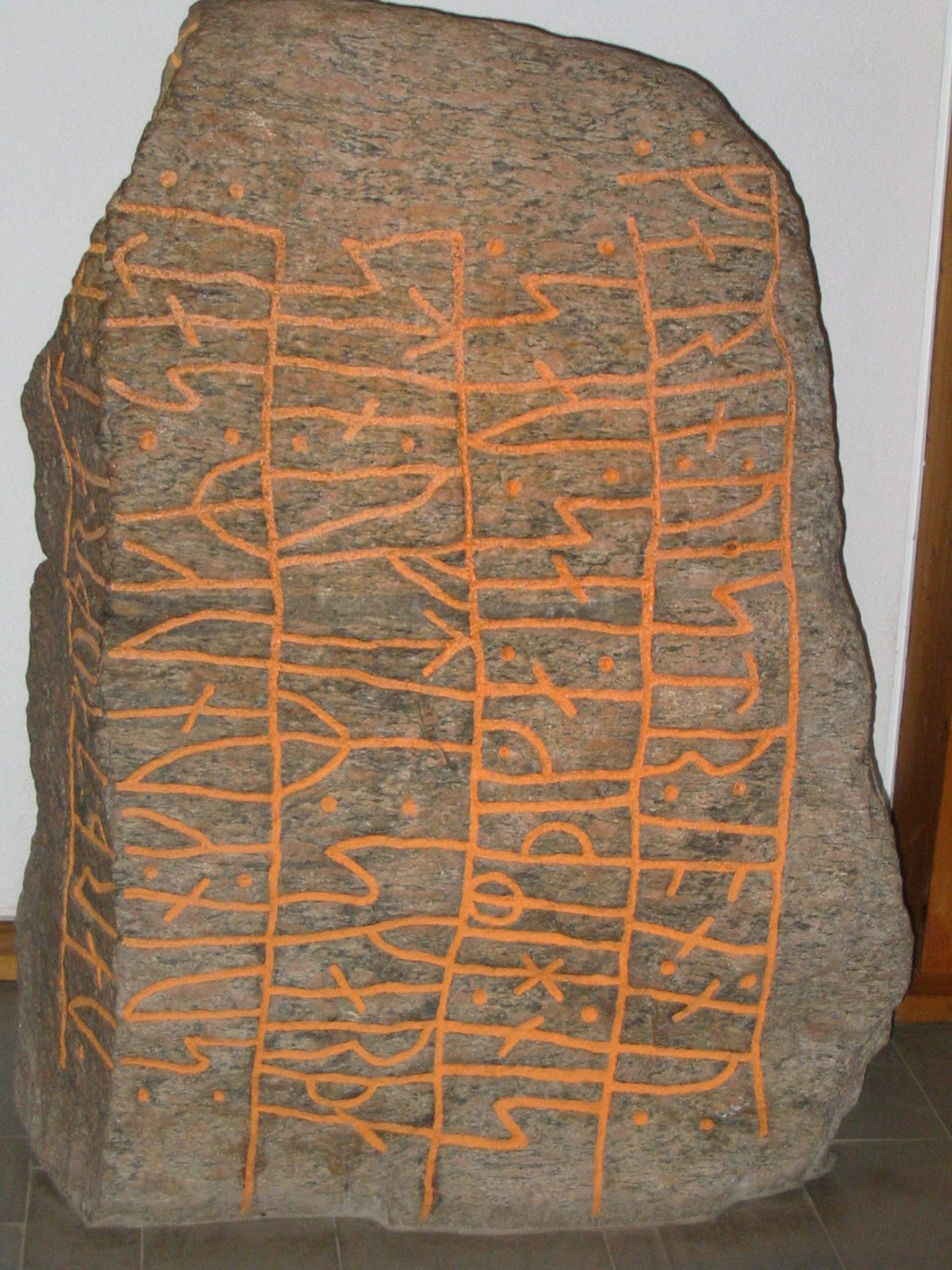
Pedra d'Skarthi, una de les esteles de Hedeby.

El poble de Hedeby es va convertir en un centre de comerç a la punta d'un braç de mar navegable llarg i estret anomenat Schlei que connecta amb el Bàltic. La ubicació era favorable perquè és a menys de 15 quilòmetres del riu Treene, un afluent de l'Eider, que desemboca al Mar del Nord, convertint-lo un lloc convenient on els béns i els vaixells podien ser transportats entre el Bàltic i el Mar del Nord. Així Hedeby esdevenia un punt de drecera per a evitar el perillós trajecte al voltant de Jutlàndia, realitzant una funció similar a la més tardana Lübeck. Hedeby va arribar a ser el segon poblat nòrdic més gran després d'Uppåkra (Suècia) durant l'Era vikinga. La ciutat de Slesvig va ser fundada posteriorment a l'altra banda de l'Schlei. Hedeby va ser abandonat després de la seva destrucció el 1066.
El lloc va acabar formant part del Ducat de Slesvig, que era tradicionalment un feu personal dels reis de Dinamarca. El Regne de Dinamarca va perdre la regió davant Àustria i Prussia el 1864 a la Guerra dels Ducats, i els habitants del ducat van optar per romandre a Alemanya després dels Plebiscits de Schleswig de 1920.
El juliol de 2018, el jaciment fou inscrit com a Patrimoni de la Humanitat a Alemanya per la UNESCO, dins la denominació «Conjunt arqueològic fronterer de Hedeby i el Danevirke». 

## Etimologia
El nom en nòrdic antic Heiða-býr senzillament es tradueix com a "poblat de landa" (heiðr "landa" i býr = "iarda; assentament, poble, ciutat"). Hi ha registres de diverses variants ortogràfiques.
- Heiðabýr és el nom reconstruït en nòrdic antic, també anglicitzat com Heithabyr
- La Pedra d'Eric, una de les Pedres de Hedeby del segle X té una inscripció rúnica que esmenta ᚼᛅᛁᚦᛅ᛭ᛒᚢ (haiþa bu), trobada el 1796.[3]
- Alfred el Gran menciona aet Haethe en anglès antic.
- Hedeby, l'ortografia danesa moderna, també la més utilitzada internacionalment.
- Haddeby és la forma en baix alemany. Fou també el nom del districte administratiu format el 1949; el 1985, el districte va introduir un escut d'armes que representa una campana amb la inscripció rúnica de la Pedra d'Eric.[4]
- Haithabu és l'ortografia alemanya moderna utilitzada per a referir-se al jaciment; aquesta ortografia representa la transliteració del nom trobat a la Pedra d'Eric; va ser introduït el segle xix i de llavors ençà ha esdevingut el nom en alemany estàndard del poblat.[5]

L'antic nom de la ciutat propera de Slesvig és Sliesthorp (més endavant Sliaswich, c.f. -thorp vs. -wich). És possible que els dos noms fossin utilitzats indistintament pel mateix poble, depenent de la llengua utilitzada (saxó antic o nòrdic antic).

## Història

### Orígens
Hedeby s'esmenta per primer cop a les cròniques del biògraf de Carlemany Einhard (804), però probablement va ser fundada al voltant del 770. El 808 el rei danès Godfred va destruir l'assentament comercial eslau de Reric, i les cròniques franques esmenten que va relocalitzar els comerciants a Hedeby. Això podria haver proporcionat un impuls inicial a la ciutat per a créixer i desenvolupar-se. Les mateixes fonts registren que Godfred va enfortir el Danevirke. El Danevirke unia les muralles de Hedeby per formar una barrera d'est a oest a través de la península, des dels aiguamolls de l'oest fins a l'Schlei, al Bàltic.

### Auge
Hedeby esdevingué un centre de comerç important gràcies a la seva posició estratègica entre el l'Imperi Franc i Escandinàvia, i entre el Baltic i el Mar del Nord. Entre l'any 800 i el 1000 el poder econòmic creixent dels nòrdics va impulsar la seva ràpida expansió com a centre de comercial.
La ciutat va adquirir certa importància a l'època:
- Hedeby va ser descrita per visitants d'Anglaterra (Wulfstan al segle ix) i la Mediterrània (Ibrahim ibn Yaqub al segle X).
- Hedeby esdevingué un bisbat el 948 que pertanyia a la arxidiòcesi d'Hamburg i Bremen.
- La ciutat encunyava moneda pròpia, probablement des de l'any 825.
- Adam de Bremen (segle xi) informa que els vaixells són enviats des d'aquest portus maritimus cap a terres eslaves, Suècia, Sambia i fins i tot Grècia.

Es creu que una dinastia sueca fundada per Olof el Brusc va governar Hedeby des de les últimes dècades del segle ix fins a la primera part del segle x. Així ho afirmà el rei danès Svend Estridsson a Adam de Bremen, i es confirma a tres esteles trobades a Dinamarca.

### Destrucció
La ciutat va ser saquejada el 1050 per Harald Hardrada de Noruega durant un conflicte amb Svend Estridsson. Harald va enviar diverses naus en flames al port de Hedeby, cremant la ciutat. Les restes cremades del port es van trobar al fons de l'Schlei durant unes excavacions recents. Un skald noruec citat per Snorri Sturluson, descriu el saqueig de la manera següent:
Cremant amb ràbia de cap a cap estava Hedeby [..]
Altes s'alçaven les flames de les cases quan, abans 
de l'alba, jo restava dempeus a la fortalesa
El 1066 la ciutat va ser saquejada i cremada per eslaus orientals. Després de la destrucció, Hedeby va ser abandonada a poc a poc. La població va travessar l'Schlei, que separa les penínsules d'Angeln i Schwansen, i van fundar la ciutat de Slesvig.